# Lithosia atra
Lithosia atra là một loài bướm đêm thuộc phân họ Arctiinae, họ Erebidae.